# Koetonga clivicola
Koetonga clivicola là một loài Trichoptera trong họ Hydrobiosidae. Chúng phân bố ở miền Australasia.